# Georgia Bolton
Pour les articles homonymes, voir Bolton.
Georgia Bolton est une actrice australienne.

## Filmographie
- 2001 : Blue Heelers (série télévisée) : Stella Harper
- 2002 : Stingers (série télévisée) : la professeure
- 2005 : One Lonely Lost Umbrella Seeks Companion (court métrage) : Anna
- 2006 : Guy in a Field (court métrage) : l'épouse
- 2007 : Girl Friday (série télévisée) : Sally
- 2007 : Noise (en) : la policière
- 2007 : The Independent (en) : Sarah Powers
- 2008 : City Homicide (série télévisée) : Serena Solakis
- 2009 : Knowing : la reportère
- 2009 : Thank God You're Here (série télévisée)
- 2009 : Swings and Roundabouts (court métrage) : Angry Mother
- 2010 : Tangle (en) (série télévisée) : l'infirmière
- 2010 : With My Little Eye (court métrage) : Cally
- 2011 : Underbelly Files: The Man Who Got Away (téléfilm) : la gardienne de prison
- 2005-2011 : Neighbours (série télévisée) : Danielle Paquette / Emma Ayres / Chrissy Taylor
- 2012 : Auditioning Fanny (court métrage) : George Hiller
- 2012 : Alphamum01 (court métrage) : Amy
- 2012 : The Human Fog (court métrage) : Sara Sinclair
- 2012 : PMS Superpowers! (court métrage) : Anna-Lei
- 2013 : Fate to Love : Bec
- 2013 : House Husbands (série télévisée) : l'hypnothérapeute
- 2013 : Submerge : Delilah
- 2013 : Better Man (série télévisée) : une journaliste
- 2013 : Dreams of Revelry (court métrage) : Melinda
- 2013 : Love: It's all around! (court métrage) : Bec
- 2014 : Utopia (en) (série télévisée) : Louise
- 2014 : Party Tricks (série télévisée) : Kez
- 2014 : Groomless Bride : Gabriella
- 2014 : Disconnected - Stay Connected! (court métrage) : Bec
- 2015 : Average Bloke : Danielle